# Jacobiella
Jacobiella är ett släkte av insekter. Jacobiella ingår i familjen dvärgstritar.
Kladogram enligt Catalogue of Life:
| Jacobiella | \| \| Jacobiella facialis \| \| \| \| \| \| Jacobiella ludora \| \| \| \| |
|            | \| \| Jacobiella facialis \| \| \| \| \| \| Jacobiella ludora \| \| \| \| |
|            | Jacobiella facialis                                                       |
|            |                                                                           |
|            | Jacobiella ludora                                                         |
|            |                                                                           |